# Kamienica Pod Gankiem w Krakowie
Kamienica Pod Gankiem – zabytkowa kamienica znajdująca się w Krakowie, w dzielnicy I, przy ulicy Sławkowskiej 6, na Starym Mieście.

## Historia
W średniowieczu w miejscu obecnej kamienicy znajdowały się dwa gotyckie domy. Dom południowy, zwany Kamienicą Krauzowską, został wzniesiony około 1300. U schyłku XIV wieku został rozbudowany do rozmiarów typowej kamienicy krakowskiej. U schyłku średniowiecza jego parcelę powiększono o tylne części działek przy ulicy św. Tomasza. W XVI wieku wzniesiono oficynę. Na początku XVII wieku został nadbudowany o drugie piętro i przebudowany. Dom północny, zwany Kamienicą Padowską, został wzniesiony w połowie XIV wieku. W II połowie XIV wieku został nadbudowany o drugie piętro i rozbudowany. W XVI wieku wzniesiono murowaną oficynę tylną. Około 1604 został przebudowany przez J. Bękowieckiego. W połowie XVII wieku był własnością S. Padowskiego.
W II połowie XVII wieku oba domy znalazły się w rękach K. Krauza i od tej pory stanowiły jedną własność hipoteczną. W drugiej ćwierci XVIII wieku należały do podkomorzego krakowskiego Franciszka Szembeka, w połowie XVIII wieku do starosty ojcowskiego i lelowskiego Kazimierza Łubieńskiego, a od czwartej ćwierci XVIII wieku do początku XIX wieku do starosty zamojskiego Ksawerego Puszeta.
Na początku XIX wieku budynki zostały fizycznie scalone według projektu W. Giersza, nadbudowano też trzecie piętro. Powstała w ten sposób kamienica otrzymała monumentalną fasadę z niezachowanym balkonem–gankiem i obszerną klatkę schodową z altaną. W latach 70. XIX wieku, w 1880 i 1910 przeprowadzono adaptacje wnętrz parteru i pierwszego piętra na cele handlowe. W 1938 zburzono oficynę tylną i wzniesiono na jej miejscu nową, z neobarokową attyką, zaprojektowaną przez Juliusza Eintrachta. W dwudziestoleciu międzywojennym w piwnicach kamienicy mieściła się leżakownia win firmy Grosse. W 1995 budynek przeszedł remont generalny, połączony z adaptacją na biura.
7 kwietnia 1966 kamienica została wpisana do rejestru zabytków. Znajduje się także w gminnej ewidencji zabytków.

## Architektura
Kamienica ma cztery kondygnacje. Fasada, o sześciu osiach, reprezentuje styl klasycystyczny. Cztery środkowe osie ujęte są ryzalitem. Okna skrajnych osi pozbawione są zdobień, zaś znajdujące się w ryzalicie ozdobione: na pierwszym piętrze – trójkątnymi frontonami, a na drugim – gzymsami. Budynek wieńczy gzyms koronujący. W elewacji tylnej znajduje się barokowy portal i kolumny międzyokienne.
We wnętrzach kamienicy zachowały się trzy gotyckie kamienne wsporniki stropu. Na pierwszym i drugim piętrze znajdują się obszerne sale, ozdobione m.in.: drzwiami z supraportami z przedstawieniami antycznych ruin, kominkami, sztukaterią i polichromiami z motywami architektonicznymi.